# Heike Friedrich (Rollstuhlbasketballspielerin)

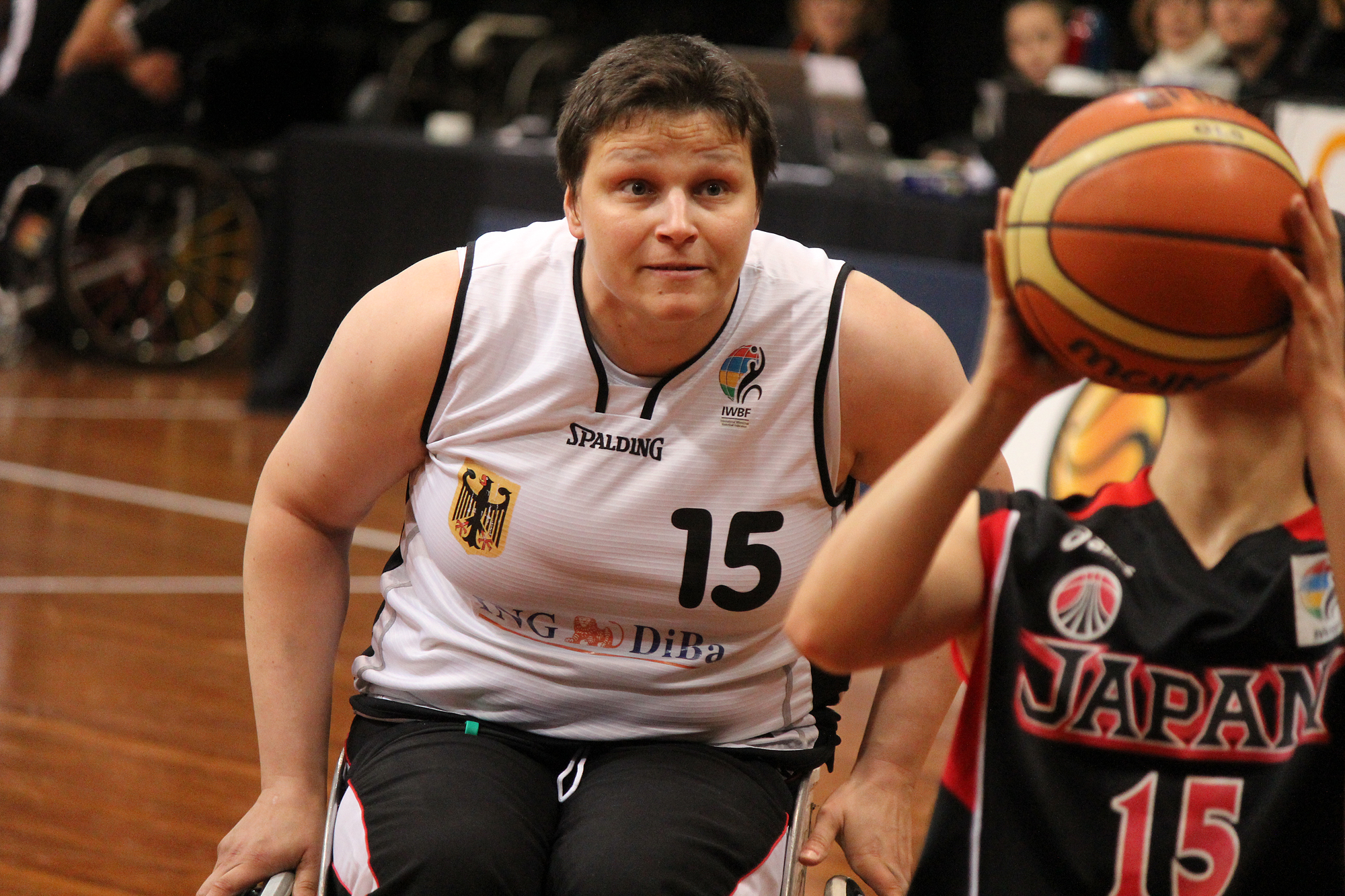
Heike Friedrich (2012)

Heike Friedrich (* 14. Juni 1976 in Berlin) ist eine deutsche Rollstuhlbasketballspielerin.
Friedrich spielte beim TuS Lichterfelde, Wild Cats Aschaffenburg, TV Langen und TV Hofheim Basketball und gehörte fast neun Jahre der Nationalmannschaft an. Nach einer Sportverletzung wurde sie achtmal operiert und wechselte zum Rollstuhlbasketball, zuerst bei der SG Aschaffenburg/Main-Kinzig, dann bei den Mainhatten Skywheelers.
2009 gewann Friedrich mit der deutschen Nationalmannschaft in Großbritannien den Titel bei der Europameisterschaft. 2010 wurde sie in Birmingham Vize-Weltmeisterin und 2011 in Israel erneut Europameisterin. Bei den Sommer-Paralympics 2012 in London gewann Friedrich mit der deutschen Mannschaft die Goldmedaille.
Von Bundespräsident Joachim Gauck wurde Friedrich 2012 mit dem Silbernen Lorbeerblatt ausgezeichnet.